# Músculo poplíteo
Na anatomia humana, o músculo poplíteo, do latim popliteus, encontra-se localizado profundamente na região posterior do joelho. Origina-se no epicôndilo lateral do fêmur, com algumas fibras oriundas do menisco lateral e, após cruzar obliquamente a região posterior do joelho, insere-se na face posterior da tíbia. É inervado pelo Nervo tibial.

## Ação
O músculo poplíteo é considerado um rotador interno da tíbia e flexor do joelho quando em cadeia cinemática aberta, e rotador externo do fêmur quando em cadeia cinemática fechada. Dentre as funções atribuídas ao músculo poplíteo estão realizar o "desencaixe" do joelho no início da flexão, quando está em extensão, como observado durante a postura em pé; e estabilizar o menisco lateral, tracionando-o para trás, minimizando a chance deste ficar preso e imóvel, o que limitaria a flexão do joelho.

## Imagens adicionais

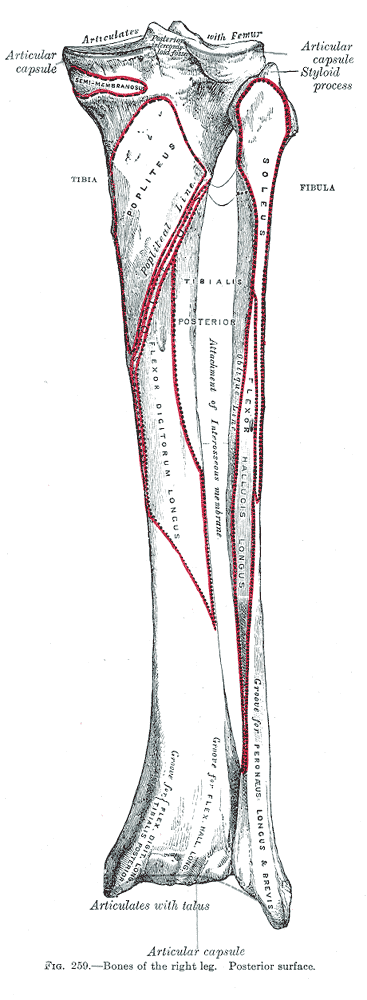
Ossos da perna e inserções musculares. Visão posterior.
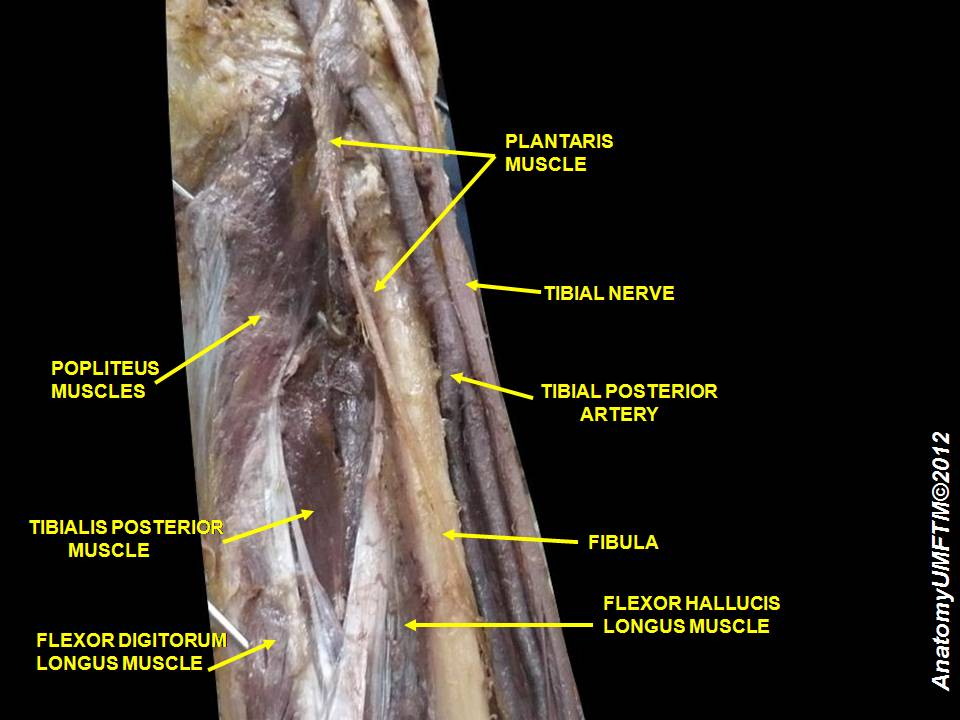
Dissecação de perna direita. Visão posterior.
Músculo poplíteo. Visualização isolada.